# Favresse
Favresse – miejscowość i gmina we Francji, w regionie Grand Est, w departamencie Marna.
Według danych na rok 2013 gminę zamieszkiwało 216 osób.